# 短冠蜂鸟
短冠蜂鸟（学名：Lophornis brachylophus），是雨燕目蜂鸟科的一种鸟类。
短冠蜂鸟体重约2.7克，翼长约42.5毫米，嘴峰长约12.9毫米，喙宽度约1.6毫米，喙厚度约1.6毫米，跗蹠长约2.8毫米，尾长约24.5毫米。短冠蜂鸟在其分布区内为留鸟，其栖息在密集的高大树木组成的森林中，食性为草食性，主要食物来源是植物的花蜜。
短冠蜂鸟分布于墨西哥南部（格雷罗州南马德雷山脉）。该物种是单型物种，没有亚种分化。